# Fédération Aéronautique Internationale
La Fédération aéronautique internationale (FAI), Federazione aeronautica internazionale in italiano, è la federazione sportiva internazionale degli sport dell'aria, fondata a Parigi il 12 ottobre 1905.

## Missione
È una organizzazione non governativa e senza scopo di lucro con l'obiettivo di promuovere le attività aeronautiche ed astronautiche in tutto il mondo. Inoltre la Federazione ha il compito di verificare e registrare i primati internazionali connessi con l'attività aeronautica ed astronautica, sia umana che automatica.

## Discipline
Le 10 discipline che costituiscono tutti gli sport dell'aria sotto l'egida della FAI, sono le seguenti:
1. aeromodelling (aeromodellismo)
2. aerobatics (acrobazia aerea)
3. astronautic records
4. ballooning (pallone aerostatico)
5. general aviation (aviazione generale)
6. gliding (volo a vela)
7. hang gliding and paragliding (deltaplano e parapendio)
8. microlights (ultraleggero)
9. parachuting (paracadutismo)
10. rotorcraft (elicottero)

## Organizzazioni a cui appartiene
- Comitato olimpico internazionale (CIO)
- Association of the IOC Recognised International Sports Federations (ARISF)
- International World Games Association (IWGA)
- SportAccord (GAISF)